# Herbrand-Universum
Das Herbrand-Universum ist eine Menge in der Prädikatenlogik, die als Grundmenge zur Definition der Herbrand-Struktur herangezogen wird. Beide Begriffe sind Teil des Herbrand-Theorems, benannt nach Jacques Herbrand.

## Definition
Sei {\displaystyle F} eine (geschlossene) Formel in bereinigter Skolemform. Das Herbrand-Universum zu {\displaystyle F}, bezeichnet mit {\displaystyle H_{F}}, ist die kleinste Menge von Termen, die folgende Bedingungen erfüllt:
1. Ist {\displaystyle c} eine in {\displaystyle F} vorkommende Konstante, dann ist {\displaystyle c\in H_{0}}.
2. Kommt in {\displaystyle F} keine Konstante vor, so wird eine neue Konstante {\displaystyle a} eingeführt und in {\displaystyle H_{0}} aufgenommen.
3. {\displaystyle H_{k+1}} ist induktiv definiert durch {\displaystyle H_{k}\cup G}. Dabei ist {\displaystyle G} eine Menge von Termen, die sich mittels der in {\displaystyle F} vorkommenden Funktionssymbole und den bereits konstruierten Termen aus {\displaystyle H_{k}} bilden lassen. Sei beispielsweise {\displaystyle g} ein solches n-stelliges Funktionssymbol und seien {\displaystyle t_{1},t_{2},...,t_{n}} Terme aus {\displaystyle H_{k}}, dann ist {\displaystyle g(t_{1},t_{2},...,t_{n})\in H_{k+1}}. Jeder so durch Funktionssymbole aus {\displaystyle F} und Terme aus {\displaystyle H_{k}} bildbare Term ist Element von {\displaystyle H_{k+1}}.

Daraus ergibt sich das Herbrand-Universum zu {\displaystyle F}:
{\displaystyle H_{F}=\bigcup _{k\geq 0}H_{k}}

### Beispiel
F bezeichne eine prädikatenlogische Formel mit
{\displaystyle F:=\forall x\forall y\left(P\left(x,a\right)\vee Q\left(x,f\left(y\right)\right)\right)}
{\displaystyle H_{F}} ergibt sich zu

{\displaystyle H_{F}=\left\{a,f\left(a\right),f\left(f\left(a\right)\right),\ldots \right\}}
Man sieht, dass bereits ein Funktionssymbol in {\displaystyle F} zu einer unendlichen Menge von Termen führt.

### Beispiel 2
F bezeichne eine prädikatenlogische Formel mit
{\displaystyle F:=\forall x\forall y\left(f(x)\vee g(y)\right)}
Die jeweiligen Teilmengen sehen wie folgt aus:
{\displaystyle H_{0}=\{a\}} ( Konstante a wurde eingeführt und in {\displaystyle H_{0}} eingefügt )
{\displaystyle H_{1}=\{a,f(a),g(a)\}}
{\displaystyle H_{2}=\{a,f(a),g(a),f(f(a)),f(g(a)),g(f(a)),g(g(a))\}}
{\displaystyle H_{3}=H_{2}\cup \dots }
{\displaystyle H_{F}=\lim _{n\to \infty }H_{n}}

### Beispiel 3
F bezeichne eine prädikatenlogische Formel mit
{\displaystyle F:=\forall x\forall y\left[F(x,a)\vee \neg G(b,f(y))\right]}
{\displaystyle H_{0}=\{a,b\}}
{\displaystyle H_{1}=\{a,b,f(a),f(b)\}}
{\displaystyle H_{2}=\{a,b,f(a),f(b),f(f(a)),f(f(b)),\dots \}}
{\displaystyle \dots }
{\displaystyle H_{F}=\lim _{n\to \infty }H_{n}=H_{0}\cup H_{1}\cup H_{2}\cup {}\dots }